# Messor hebraeus
Messor hebraeus es una especie de hormiga del género Messor, subfamilia Myrmicinae. 

## Distribución
Esta especie se encuentra en Israel.